# Giufi Salaria
Giufi Salaria (łac. Diocesis Giufitanus Salariensis) – stolica historycznej diecezji w Cesarstwie rzymskim w prowincji Afryka Prokonsularna, sufragania metropolii Kartagina. Współcześnie w Tunezji. Obecnie katolickie biskupstwo tytularne.

## Biskupi tytularni
| Lp. | Biskup                   | Funkcja                               | Od               | Do              |
| --- | ------------------------ | ------------------------------------- | ---------------- | --------------- |
| 1   | Nicholas D'Antonio Salza | biskup-prałat Olancho (Honduras)      | 19 kwietnia 1966 | 1 sierpnia 2009 |
| 2   | Herman Woorts            | biskup pomocniczy Utrachtu (Holandia) | 7 grudnia 2009   |                 |